# Ольшанка (Волгоградская область)
Ольшанка — хутор в Урюпинском районе Волгоградской области России, административный центр Ольшанского сельского поселения. Расположен на левом берегу реки Ольшанка, северо-восточный пригород Урюпинска.
Население — 1763 (2010).

## История
Дата основания не установлена. Предположительно основан в середине XIX века. Хутор относился к юрту станицы Урюпинской Хопёрского округа Земли Войска Донского (с 1870 года — Область Войска Донского). В 1859 году на хуторе Ольшанском имелось 4 двора, в которых проживало 7 мужчин и 6 женщин. Вероятно в связи с малочисленностью в Списке населенных мест Области войска Донского по переписи 1873 года хутор не значится. К 1897 году в хуторе проживало уже 132 жителя, 66 мужчин и 66 женщин, из них грамотных мужчин — 29, женщин — 6. Согласно алфавитному списку населённых мест Области Войска Донского 1915 года на хуторе насчитывалось 20 дворов, в которых проживало 77 мужчин и 85 женщин.
В 1921 году хутор был включён в состав Царицынской губернии. С 1928 года — в составе Урюпинского района Хопёрского округа (упразднён в 1930 году) Нижне-Волжского края (с 1934 года — Сталинградского края, с 1936 года Сталинградской области, с 1961 года — Волгоградской области).
В начале XX века хутор Ольшанский был меньше хутора Поповского (Попов). Однако благодаря близости к районному центра в XX веке население хутора Ольшанка значительно выросло. До 1953 года хутор Ольшанский относился к Поповскому сельсовету, затем входил в состав Креповского сельсовета, в 1960 году центр Креповского сельсовета был переведён в хутор Ольшанка, сельсовет был переименован в Ольшанский. 
На хуторе Ольшанка станицы Урюпинской Хопёрского округа области войска Донского в семье донского казака 20 сентября (по н.ст.) 1902 года родился выдающийся полководец Великой Отечественной войны, командир 5-го гвардейского Донского казачьего кавалерийского Краснознамённого Будапештского корпуса гвардии генерал-лейтенант Сергей Ильич Горшков.

## География
Хутор находится в луговой степи, на левом берегу реки Ольшанка (приток Хопра), напротив хутора Попов, в пределах Хопёрско-Бузулукской равнины, являющейся южным окончанием Окско-Донской низменности. Хутор прилегает к северо-восточной окраине Урюпинска. Центр хутора расположен на высоте около 90 метров над уровнем моря. В низине близ хутора произрастает ольховый лес. Почвы — чернозёмы обыкновенные. Почвообразующие породы — пески.
По автомобильным дорогам расстояние до областного центра города Волгоград составляет 330 км, до центра Урюпинска — 5 км.
Климат
Климат умеренный континентальный (согласно классификации климатов Кёппена — Dfb). Многолетняя норма осадков — 477 мм. В течение города количество выпадающих атмосферных осадков распределяется относительно равномерно: наибольшее количество осадков выпадает в мае и июне — 52 мм, наименьшее в марте — 27 мм. Среднегодовая температура положительная и составляет + 6,8 °С, средняя температура самого холодного месяца января −9,0 °С, самого жаркого месяца июля +21,6 °С.
Часовой пояс
Ольшанка, как и вся Волгоградская область, находится в часовой зоне МСК (московское время). Смещение применяемого времени относительно UTC составляет +3:00.

## Население
Динамика численности населения по годам:
| 1859 | 1897 | 1915 | 1987  | 2002 |
| ---- | ---- | ---- | ----- | ---- |
| 11   | 132  | 162  | ≈1900 | 1455 |

| 2010 |
| ---- |
| 1763 |